# ヤマアラシ亜目
ヤマアラシ亜目（ヤマアラシあもく）は、齧歯目の1亜目である。
その名のもととなったヤマアラシ類のほか、最大の齧歯類であるカピバラ、ペット等として身近なモルモット、チンチラなどが属する。

## HystricomorphaとHystricognathi
かつてネズミ目は、
- ヤマアラシ亜目 Hystricomorpha
- ネズミ亜目 Myomorpha
- リス亜目 Sciuromorpha

の3亜目に分ける分類と、
- リス顎亜目（リス亜目） Sciurognathi
- ヤマアラシ顎亜目（ヤマアラシ亜目） Hystricognathi

の2亜目に分ける分類があった。ヤマアラシ亜目とヤマアラシ顎亜目は、ほぼ同じグループを意味していた。
グンディ科がヤマアラシ類と近縁ということがわかると、ヤマアラシ亜目 Hystricomorpha にグンディ科を含め、ヤマアラシ亜目をヤマアラシ下目 Hystricognathi（かつてのヤマアラシ顎亜目）とグンディ下目に分ける分類が主流になった。

## 分類
以下の現生科の分類は、Burgin et al. (2020) に従う。和名は原則として川田ら (2018) に従うが、上科については遠藤・佐々木 (2001)、ヌートリア科については谷戸ら (2022) に従った。
- グンディ形下目 Ctenodactylomorphi
  - グンディ科 Ctenodactylidae
  - Diatomyidae - Laonastes aenigmamus
- ヤマアラシ顎下目 Hystricognathi
  - incertae sedis（所属不明）
    - ヤマアラシ科 Hystricidae
    - ヨシネズミ科 Thryonomyidae - ヨシネズミなど
    - アフリカイワネズミ科 Petromuridae
    - Heterocephalidae - ハダカデバネズミ（デバネズミ科から分割）
    - デバネズミ科 Bathyergidae

  - アメリカヤマアラシ上科[4] Erethizontoidea
    - アメリカヤマアラシ科 Erethizontidae

  - テンジクネズミ上科[4] Cavioidea
    - パカ科 Cuniculidae
    - テンジクネズミ科 Caviidae
    - アグーチ科 Dasyproctidae - アグーチ属、アクシ属

  - チンチラ上科[4] Chinchilloidea
    - チンチラ科 Chinchillidae - チンチラ、ビスカーチャなど
    - パカラナ科 Dinomyidae - パカラナ

  - デグー上科[4] Octodontoidea
    - チンチラネズミ科 Abrocomidae
    - ツコツコ科 Ctenomyidae
    - デグー科 Octodontidae - デグー、チリアナネズミ属など
    - ヌートリア科[5] Echimyidae - ヌートリアなど（ヌートリア科Myocastoridae・フチア科Capromyidae・アメリカトゲネズミ科Echimyidaeを統合）